# Alaunbach (Vilicher Bach)
Der Alaunbach ist ein linker Zufluss des Vilicher Bachs in Bonn, Stadtbezirk Beuel. Seine Gesamtlänge beträgt 2,51 Kilometer, sein Einzugsbereich umfasst 1,7 Quadratkilometer.

## Geographie

### Verlauf
Der Bach ist vor allem in seinem unteren Abschnitt im Gewerbegebiet von Pützchen sowie im Siedlungsbereich von Bechlinghoven stark anthropogen beeinflusst. Standortgerechte Ufergehölze sind selten zu finden. Die Bachbereiche oberhalb der Schrebergärten „Am Rehsprung“ weisen mehr Naturnähe auf.
Der Bach ist insgesamt als arten- und individuenarm zu bezeichnen.
Ursprünglich floss der Bach vom Quellgebiet auf der Hardt zwischen Holzlar und Niederholtorf direkt in den auch zur Viehtränke genutzten Mühlenbach, vermutlich etwa entlang der Hardtweiherstraße am dortigen früheren Mühlenteich. Nach Anwohnerklagen wurde der Abschnitt bis zur Einmündung des Teufelsbachs gemäß einer vom Bürgermeister von Vilich vermittelten Vereinbarung aus dem Jahre 1822 zwischen Bauern von Bechlinghoven und Holzlar und dem Bergmeister Leopold Bleibtreu „für sich und als Geschäftsträger der Berg- und Hüttengewerkschaft auf der Hardt“ von Leopold Bleibtreu angelegt als „Abzugs-Graben“ zur Aufnahme der „vitriolischen Ausflüsse vom Rothenberg“ und der Abwässer der beiden Alaunhütten. Der Alaunbach diente also nun als offener Abwassergraben für die schädlichen sulfat-, also schwefelhaltigen Abwässer aus den Schlacken der Alaunhütte II, während der Teufelsbach die aus den Halden der Alaunhütte I (an Pützchens Chaussee) sammelt; außerdem nimmt der Alaunbach das durch Eisenverbindungen rotbraune Sickerwasser auf, das aus den früher dort ebenfalls abgebauten Tonerde- und Braunkohlevorkommen austrat. Sichtbar von dieser Abwasseranlage ist noch (teilweise) der Bereich ab Hardtweiherstraße.

### Zuflüsse
- Teufelsbach (links), 0,8 km